# PRKAB1
PRKAB1 (англ. Protein kinase AMP-activated non-catalytic subunit beta 1) – білок, який кодується однойменним геном, розташованим у людей на короткому плечі 12-ї хромосоми. Довжина поліпептидного ланцюга білка становить 270 амінокислот, а молекулярна маса — 30 382.
| 10         |  | 20         |  | 30         |  | 40         |  | 50         |
| ---------- |  | ---------- |  | ---------- |  | ---------- |  | ---------- |
| MGNTSSERAA |  | LERHGGHKTP |  | RRDSSGGTKD |  | GDRPKILMDS |  | PEDADLFHSE |
| EIKAPEKEEF |  | LAWQHDLEVN |  | DKAPAQARPT |  | VFRWTGGGKE |  | VYLSGSFNNW |
| SKLPLTRSHN |  | NFVAILDLPE |  | GEHQYKFFVD |  | GQWTHDPSEP |  | IVTSQLGTVN |
| NIIQVKKTDF |  | EVFDALMVDS |  | QKCSDVSELS |  | SSPPGPYHQE |  | PYVCKPEERF |
| RAPPILPPHL |  | LQVILNKDTG |  | ISCDPALLPE |  | PNHVMLNHLY |  | ALSIKDGVMV |
| LSATHRYKKK |  | YVTTLLYKPI |  |            |  |            |  |            |

A: Аланін

C: Цистеїн

D: Аспарагінова кислота

E: Глутамінова кислота

F: Фенілаланін

G: Гліцин

H: Гістидин

I: Ізолейцин

K: Лізин

L: Лейцин

M: Метіонін

N: Аспарагін

P: Пролін

Q: Глутамін

R: Аргінін

S: Серин

T: Треонін

V: Валін

W: Триптофан

Кодований геном білок за функцією належить до фосфопротеїнів. 
Задіяний у таких біологічних процесах, як метаболізм жирних кислот, метаболізм ліпідів, біосинтез жирних кислот, біосинтез ліпідів. 